# 情報メディア学部
情報メディア学部（じょうほうめでぃあがくぶ）は、大学の学部の一つ。
情報学部、メディア学部などと隣接または共通する部分を持ち、多くは「情報」を中心においた学際的分野を扱うが、情報工学、情報システム学などの理科系分野と、情報文化学、情報社会学、マスメディアなどの文科系分野、そしてメディアアート、情報メディアデザインなどの芸術系分野の一部または複数の分野を含んだり、「情報メディア」（または「情報」と「メディア」）にかかわる多様な学問分野を扱うなど、教育・研究内容は各大学や学部内の学科によって異なる。

## 情報メディア学部を置く日本の大学
- 北海道情報大学
- 稚内北星学園大学
- 名古屋文理大学
- 東京電機大学